# 손안
손안(孫安)은 중국의 사대기서(四大奇書) 중 하나인 《수호전》(水滸傳)에 등장하는 인물이다. 전호 휘하의 전수(殿帥)이다. 경원(涇原) 출신으로 전호가 하북에 건국한 진(晉)나라 조정에서는 전수 자리를 차지하고 있었다. 신장이 9척인 거한으로, 병법에 밝으며 체력과 무예가 뛰어났고 두 자루의 '빈철검(鑌鐵劍)'을 무기로 하였다. 일찍이 아버지의 원수를 갚기 위해 두 명을 죽이고 관아에 쫓기다가 동향 출신이자 절친한 친구였던 교도청이 전호의 수하로 있다는 소식을 듣고 교도청에게 가서 그의 추천을 받아 전호의 수하가 되고 공을 세워 전수 지위를 얻는다. 94회부터 110회까지 등장한다.

## 생애
손안이 처음 등장하는 것은 위승(威勝)에서 전호가 호관(壺関)과 진녕(晋寧)에 구원병을 보내는 것에 대한 협의를 하는 장면에서이다. 교도청이 호관으로 가서 막겠다고하자 뒤이어 손안이 진녕으로 구원하러 가겠다고 말한다. 정남대원수(征南大元帥)로 임명되어 그날 중 손안은 10명의 편장과 2만의 군사를 거느리고 진녕으로 출격하였다.
손안의 구원군은 진녕에 도착하였으나 이미 진녕은 노준의가 이끄는 양산박군에게 함락되었고, 손안은 성외 10리에 진을 쳐 양산박군을 상대하였다. 양산박군은 곧 성을 나와 손안의 군에 쳐들어오지만 손안이 진명과 격렬하게 싸워 승부가 나지 않는 것을 노준의가 보고 정면으로 부딪히는 것은 좋지않다고 판단하여 그날은 퇴각한다. 다음날 손안은 전선에 나선 노준의와 한판 승부를 벌인다. 격렬한 대결 속에 노준의가 도망치자 손안은 그를 따라 숲까지 가는데, 그것은 덫이며 말의 다리를 걸어 넘어지게 하는 밧줄인 반마삭(絆馬索)에 얽혀 쓰러지고 좌우에서 몰려온 복병에게 포박되어 전호군은 패주하고 만다. 묶인 손안은 노준의 앞으로 끌려가지만 노준의가 직접 밧줄을 풀고 극진히 대접하며 양산박군으로 귀순할 것을 권한다. 노준의의 말에 손안은 귀순을 하여 성 밖 7명의 편장 1만5천 군사를 설득해 양산박군에 투항한다. 환대의 잔치 중 손안은 자신이 호관으로 가서 상황을 살피고 교도청에게 귀순을 권하고 싶다고 노준의에게 말한다. 노준의는 이를 허락하고 손안은 진녕에 머물던 대종과 함께 대종의 신행법(神行法)으로 노준의에 앞서 호관으로 향한다. 호관에 도착한 손안은 교도청이 패하여 백곡령에 있음을 알게 되자 곧 산을 올라 교도청에게 가서 공손승의 말을 전해 귀순할 것을 권하고 교도청을 양산박군에게 투항시킨다.
전호가 잡혀 동경개봉부에서 처형되고, 송강은 다음으로 왕경토벌의 칙서를 받는다. 손안은 양산박군으로 함께 전장에서 싸우고 손안은 완주성 공략, 융중산 전투, 산남주성 공략, 용문관 공략에서 싸워 공을 세운다. 양산박군이 구궁팔괘진을 치고 왕경군과 싸우는 동안 손안은 적군으로 위장하여 남풍성의 동문 안으로 돌격하였다. 그러나 반대로 함정의 덫에 걸려 7명의 편장을 잃었지만 손안은 군사들에게 함정을 메우게하고 앞장서서 쳐들어갔고 동문을 빼앗아 남풍성 함락에 일조하였다. 전쟁이 끝나 왕경은 포박당하고, 점령되어 있던 8군주와 86현의 인계, 연회, 전사자를 위한 제사가 모두 끝났을 무렵 토질병으로 인해 손안은 죽고만다. 유해는 극진한 예로 관에 안치되어 용문산에 안장되었다.
손안이 죽자 교도청은 몹시 탄식하며 개봉부로의 개선에 가담하지 않고, 마령과 함께 양산박군에서 떠난다.

## 같이 보기
- 수호전
- 전호
- 교열
- 마령
- 당빈